# Роккапалумба
Роккапалумба (итал. Roccapalumba) — коммуна в Италии, располагается в регионе Сицилия, подчиняется административному центру Палермо.
Население составляет 2843 человека, плотность населения составляет 92 чел./км². Занимает площадь 31 км². Почтовый индекс — 90020. Телефонный код — 091.
В коммуне особо почитаем Крест Господень, празднование 13 августа.